# Rosalind
Rosalind je ženské křestní jméno. Je odvozené z germánských slov hros (kůň) a linde (jemný, něžný). Je ale také nezávisle na tom germánském pravděpodobný španělský původ ze slov rosa a linda – krásná růže. Normané toto jméno přinesli do Anglie. Zpopularizovali ho Edmund Spencer, který jej použil ve svojí básni, a William Shakespeare, který tak pojmenoval svoji hrdinku ve hře Jak se vám líbí (1599).

## Domácké podoby
Rosi, Ros, Lind, Linde, Rosa, Rosal(k)a, Roslindis

## Známé nositelky
- Rosalind Allen, americká herečka
- Rosalind Cash, americká herečka
- Rosalind Devlin, fiktivní postava z románu V lesích od Tany French
- Rosalind Hamilton, hraběnka Abercornu, britsská šlechtična
- Rosalind Hursthouse, filozofka
- Rosalind Chao, americká herečka
- Rosalinf Franklin, britská vědkyně
- Rosalind Knight, britská herečka
- Rosalind Newman, americká choreografka
- Rosalind Russell, americká herečka
- Rosalind Peychaud, americká aktivistka
- Rosalind Thurman Busson, dcera herečky Umy Thurman
- Rosalind (Shakespeare), fiktivní postava ze hry Jak se vám líbí